# Álex Ubago
Alejandro Martínez de Ubago Rodríguez conegut artísticament com Álex Ubago (Vitòria, 29 de gener de 1981) és un cantautor llur música es pot catalogar en el pop.

## Discografia

### ¿Qué pides tú?(2001)
1. ¿Qué pides tú?
2. A gritos de esperanza
3. ¿Sabes?
4. No te rindas
5. Hay que ver
6. Sin miedo a nada
7. Ahora que no estás
8. Por esta ciudad
9. Vuelves a pensar
10. Dime si no es amor

### ¿Qué pides tú? Edició especial (CD + DVD)
1. Que Pides Tu
2. A gritos de esperanza
3. ¿Sabes?
4. No te rindas
5. Hay que ver
6. Sin miedo a nada
7. Ahora que no estás
8. Por esta ciudad
9. Vuelves a pensar
10. Dime si no es amor

### 21 meses, 1 semana y 2 días (2003)
- CD 1:

1. ¿Qué pides tú?
2. A gritos de esperanza
3. ¿Sabes?
4. No te rindas
5. Hay que ver
6. Sin miedo a nada
7. Ahora que no estás
8. Por esta ciudad
9. Vuelves a pensar
10. Dime si no es amor

- CD 2:

1. Sin miedo a nada (Versión sin dueto)
2. ¿Qué pides tú? (Maqueta 2000)
3. Por esta ciudad (Versión 2003)
4. Temblando (Tema homenaje a Hombres G)
5. Sigo aquí (Tema principal de la B.S.O. "El planeta del tesoro")

### Fantasía o realidad (2003)
1. Aunque no te pueda ver
2. Fantasía o realidad
3. Dame tu aire
4. Prefiero
5. Cuanto antes
6. Otro día más
7. Allí estaré
8. Despertar
9. Lo más grande
10. Por tantas cosas
11. Salida
12. No soy yo

### Álex Ubago en directo (CD + DVD) (2003)
Concert gravat a Algorta (Biscaia) el 23 de juny de 2004. Músics: Alex Ubago - veu i guitarra acústica, Karlos Arancegui - Bateria.
1. Allí estaré
2. ¿Qué pides tú?
3. Por tantas cosas
4. Ahora que no estás
5. Dame tu aire
6. Otro día más
7. No te rindas
8. Salida
9. ¿Sabes?
10. A gritos de esperanza
11. Por esta ciudad
12. Aunque no te pueda ver
13. Despertar
14. Cuanto Antes
15. Prefiero

### Aviones de cristal (CD + DVD) (2006)
1. Sigo buscando
2. Viajar contigo
3. Cada día
4. La estación
5. María
6. Aviones de cristal
7. Si tú me llevas
8. El único habitante
9. No dices nada
10. Reinas de la fiesta
11. Instantes
12. Como en los sueños

### (2007) Siempre en mi mente (els seus grans èxits) (CD + DVD)
1. ¿Que Pides Tú?
2. A Gritos De Esperanza
3. Sin Miedo A Nada (Feat. Amaia Montero)
4. Hay Que Ver
5. Aunque No Te Pueda Ver
6. Dame Tu Aire
7. Cuanto Antes
8. Fantasía o Realidad
9. Viajar Contigo
10. Sigo Buscando
11. Siempre En Mi Mente
12. Temblando (Tema dels Hombres G)
13. La Estatua Del Jardín Botánico (Tema De Rádio Futura.
14. Esos Ojos Negros (Tema de Duncan Dhu)
15. Sigo Aquí [Treasure Planet] (Tema principal de la BSO de "Treasure Planet")

### Calle Ilusión (2009)
1. Amarrado A Ti
2. Me Arrepiento
3. Amsterdam
4. 20 Horas De Nada
5. Calle Ilusion
6. Ciudad Desierta
7. No Estas Sola
8. Demasiado Amor
9. Mil Horas
10. Cerca De Mi
11. Como Si Fuera El Ultimo
12. Walking Away

### Mentiras Sinceras (2012)
1. Ella vive en mí
2. Dueños de este mundo
3. Nunca dejé de creer
4. Destinados
5. No me dejes afuera
6. Detrás de un cristal
7. Amores de papel
8. Mientras tú me quieras
9. Puedes ser tú
10. Mentiras sinceras
11. Estar contigo
12. Para aprenderte

## Col·laboracions
1. La estatua del Jardín Botánico (Tribut a Radio Futura, Arde la calle)
2. Esos ojos negros (Tribut a Duncan Dhu, Cien gaviotas donde iran)
3. Cien gaviotas (Juntament amb Carlos Goñi, David Summers, Amaia Montero, Andrés Calamaro, Quique González, Cristina Lliso i Dani de Despistaos)
4. Temblando (Tribut a Hombres G, Que te pasa esta borracho i Voy a pasármelo bien)
5. Sigo aquí (B.S.O. El planeta del tesoro)
6. Es por tí (Ana Pozas, Sin querer]
7. Poema XX (Tribut a Pablo Neruda, Marinero en tierra)
8. Altísimo (Héctor Buitrago, Conector)
9. La frase tonta de la semana (La Quinta Estación, En directo madrid)
10. Aunque no estes (Mariana Ochoa, Luna llena)
11. En mi corazón vivirás (David Demaria, Alex Ubago, Gala disney)
12. Walking Away (Craig David Greatest Hits)
13. Me cuesta tanto olvidarte (Cover de Mecano Calle Ilusión (només per Itunes))
14. Amarrado a ti (Sharon Corr).

## Curiositats sobre algunes cançons[1]
- "¿Sabes?" va ser escrita per una noia anomenada Araceli.
- Va escriure "No te rindas" per donar ànims a un amic que va marxar a buscar-se la vida a Madrid.